# Dějiny Ardy
Historie Ardy, fiktivního světa J. R. R. Tolkiena, začíná jejím stvořením Eru Ilúvatarem a příchodem prvních Ainur. Až do prvního východu Slunce se počítají hvězdné věky, po nich pak přicházejí Věky Slunce. První věk je charakteristický zápasem elfů a lidí s prvním temným pánem Morgothem v tzv. Beleriandských válkách o klenoty silmarily. Na konci prvního věku pak přichází válka hněvu a zkáza Beleriandu. Ve Druhém věku dochází k vzestupu a pádu říše lidí z ostrova Númenor a k porážce Morgothova služebníka Saurona armádami posledního spojenectví. Ve Třetím věku odchází většina elfů ze Středozemě na západ a začíná tak panování lidí. V závěru tohoto věku se odehrává děj Tolkienova románu Pán prstenů. Čtvrtý věk je Tolkienem nastíněn v Dodatcích knihy Návrat krále.

## Počátky Ardy

### Stvoření světa
Ilúvatar na počátku vytvořil Ëa, což znamená svět, který jest, a uvnitř tohoto vesmíru byla stvořena Arda, země. Po jejím vytvoření se v ní usídlilo prvních 14 Ainur. Tito první a nejmocnější z Ainur v Ardě se nazývají Valar, nižší Ainur vytvořili lid Maiar. Valar se snažili uspořádat nově stvořenou zemi, ale Melkor, který propadnul temnotě, jim jejich práci vytrvale ničil a kazil. Urputné zápolení mezi Valar a Melkorem ukončil až Tulkas, který jako poslední z Valar přišel do Ardy. Před Tulkasovým hněvem uprchnul Melkor z Ardy do vnější prázdnoty a Valar tak mohli pokračovat v budování světa.

### Roky lamp
Po Melkorově útěku pohřbili Valar jeho ohně pod zemí, avšak svět, ve kterém Yavanna vysadila první semena, potřeboval světlo. Proto Aulë na Yavanninu prosbu postavil dvě obrovské lampy Illuin a Ormal. Varda lampy naplnila světlem a Manwë jim požehnal. Illuin vztyčili Valar na severu Středozemě a Ormal na dalekém jihu. Lampy od té doby osvětlovaly Ardu a v jejich světle rychle vyrašila a rostla Yavannina semena. Na světě se tak objevily stromy a zvířata. Valar se usídlili ve středu země na ostrově Almarenu, kde se stýkalo a mísilo světlo lamp. V ten čas uspořádal Manwë hostinu, na níž došlo ke svatbě Tulkase s Oromëho sestrou Nessou. Melkor tehdy využil nepozornosti Valar a v čele svých věrných, které mezi duchy Maiar získal, opět vstoupil do Ardy. Na dalekém severu Středozemě v hlubinách země vybudoval obrovskou pevnost Utumno, kde shromáždil své služebníky. Valar o Melkorovi dlouho nevěděli a jeho zlo, které se ze severu rozlévalo po zemi, ničilo jejich práci a Jaro Ardy tak bylo pokaženo. Melkor navíc využil momentu překvapení a se svými sluhy přepadnul lampy Valar, které zničil. Pobořením mohutných sloupů došlo k pokažení původního tvaru Ardy a obrovské zkáze. Melkorovi se v nastalém zmatku podařilo utéci zpátky do Utumna. Jelikož byl při pádu lamp zničen domov Valar na Almarenu, opustili Valar Středozem a přesídlili do Amanu na západě světa. V Amanu za nepřekonatelnými hradbami hor Pelóri zbudovali Valar svou nesmrtelnou říši Valinor a město Valimar.

### Roky stromů
Krátce po přestěhování do Amanu vytvořila Yavanna Dva stromy, stříbrný Telperion a zlatý Laurelin. Tyto posvátné stromy osvětlovaly Valinor, avšak Středozem zůstala kvůli hradbám Pelóri osvětlena pouze hvězdami. Tvořivý Aulë, který se již nemohl dočkat procitnutí Ilúvatarových dětí, v té době vytvořil plemeno trpaslíků. Na Ilúvatarův příkaz však trpasličí praotce uspal a směl je probudit až po narození elfů. Když Varda rozvěsila na oblohu nové jasnější hvězdy, u vod jezera Cuiviénenu ve Středozemi procitli Ilúvatarovi prvorození – elfové. Quendi, jak sami sebe nazývali, však byli brzy objeveni Melkorovými špehy a Melkor z těch, které zajal, mučením a zlou mocí vytvořil plemeno skřetů. Později našel elfy i Oromë, který přesvědčil své druhy o nutnosti zásahu. Valar se tehdy rozhodli Melkora, který uvrhnul prvorozené do svého stínu, definitivně porazit. Došlo k strašlivé bitvě mocností, při níž se změnil tvar světa a byl zpustošen sever Středozemě. Melkor byl hněvem Valar přemožen a zajat. Oromë poté vzal tři vyslance elfů do Valinoru. Většina Quendi jimi byla přesvědčena vydat se na Velkou pouť do Amanu. Ti, kteří odešli, se nazývají Eldar (Elfové Velké pouti); ti, kteří zůstali, pak Avari (Neochotní). Během cesty na západ se však někteří elfové odpojili od postupujících zástupů a došlo tak k několika jejich dělením. Nejrychleji postupovali zástupy Vanyar a Noldor. Ze zástupu Teleri se pak odtrhnuli Nandor a Sindar. Do Valinoru nakonec dorazili Vanyar, Noldor a později i část Teleri. Elfové ve světle Yavanniných stromů dosáhli vrcholu svého poznání a stvořili v té době mnohá velkolepá díla. Nejproslulejším se staly Fëanorovy klenoty silmarily, které uchovávaly světlo Stromů.

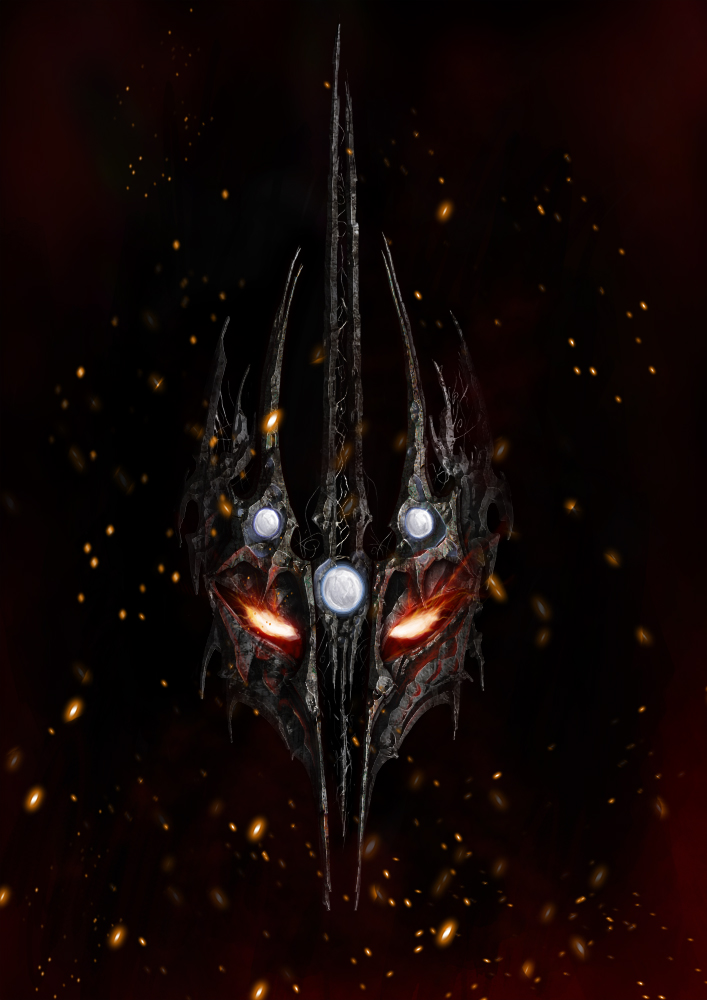
Morgoth se silmarily

Poražený Melkor strávil tři věky uvězněn v Amanu. Poté, co byl milosrdným Manwëm propuštěn, začal mezi elfy šířit lži a pomluvy. Ty byly nakonec odhaleny, ale Melkor uprchl. Spojil se s pavoučicí Ungoliant a společně zahubili Dva stromy. Melkor navíc zabil Finwëho, velekrále Noldor, ukradl Fëanorovy silmarily a uprchnul s nimi do Středozemě, kde se opevnil ve své pevnosti Angbandu a prohlásil se za krále světa. Finwëho nejstarší syn Fëanor proklel Melkora a nazval jej Morgothem, což znamená „černý nepřítel světa“. Spolu se svými syny složil přísahu, že dostane silmarily za každou cenu zpátky. Poté se proti vůli Valar vydal na tažení proti Morgothovi, následován svými bratry a většinou noldorského lidu. Aby se dostal přes moře do Středozemě, požádal Teleri z Alqualondë o jejich lodě. Teleri to však odmítli, a tak došlo k prvnímu zabíjení rodných. Fëanor se zmocnil lodí Teleri násilím a se svým lidem odplul do Středozemě, načež nechal lodě v Losgaru spálit. Tím zanechal svého nevlastního bratra a jeho lid bez pomoci v pustém Aramanu. Fingolfin a Finarfinovi synové se vydali do Středozemě přes Helcaraxë, ledovou tříšť na dalekém severu, která spojovala Aman se Středozemí. Mnoho Noldor při tomto pochodu zemřelo. Mezitím se Yavanně podařilo z mrtvých kmenů dvou stromů získat poslední květ Telperionu a poslední plod Laurelinu. Valar z nich vytvořili Měsíc a Slunce a zavěsili je na obloze. Morgoth se brzy dozvěděl o Fëanorovi, který připlul do Středozemě. Proti Noldor vyslal své zástupy skřetů a došlo k bitvě pod hvězdami, v níž i přes vítězství elfů zemřel pyšný Fëanor.

## Roky Slunce
Věk Slunce začal, když Valar vytvořili z posledního plodu Slunce a z poslední květiny Měsíc a zavěsili je na nebe. Potom se začaly roky počítat podobně jako v reálném světě. Tak začal první z věků Ilúvatarových dětí.

### První věk
S prvním východem Slunce se v Hildórienu probouzejí první lidé. Fingolfin se svým zástupem tehdy překročil Helcaraxë a stanul ve Středozemi. Noldor založili v zemích Beleriandu vlastní říše a po stovky let marně obléhali Morgothovu pevnost Angband. Během dlouhého míru, jenž nastal při obležení, přišli do Beleriandu přes Modré hory lidé a většina z nich se přidala k elfům v jejich boji s Temným pánem.

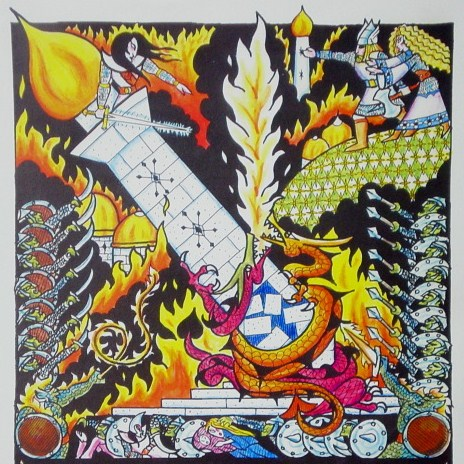
Pád Turgonovy věže během dobytí Gondolinu, Tom Loback

Mír skončil v roce 455, když Morgothova vojska prolomila v Bitvě náhlého plamene obklíčení. Potom již válka v Beleriandu nikdy trvale nepřestala a Morgothova moc postupně ničila jedno elfské království za druhým. Na konci prvního věku bylo svobodné elfské obyvatelstvo již jen v Sirionských přístavech a na ostrově Balar. Odtamtud se vydal Eärendil na plavbu do Valinoru. Doprovázela jej jeho žena Elwing, která u sebe měla jeden ze silmarilů, jenž předtím Morgothovi vzali Beren a Lúthien. Díky silmarilu doplul Eärendil do Valinoru a prosil Valar o pomoc proti Morgothovi. Valar se nakonec nad národy Středozemě slitovali a rozhodli se vytáhnout do války hněvu a v obrovské bitvě nepřítele porazili. Melkora uvrhli do vnějšího prázdna, Sauronovi a některým z Morgothových balrogů se však podařilo uprchnout a skrýt se. Beleriand byl válkou zcela zničen a většina z něj se na konci prvního věku potopila na dno moře.

### Druhý věk
Valar po porážce Morgotha a konci věku odpustili vyhnancům Fëanorovy hříchy a od té doby se elfové mohli vrátit do Zemí neumírajících. Lidem, již zůstali věrní a nespojili se s Morgothem, byl darován ostrov Númenor uprostřed moře mezi Středozemí a Amanem. Númenorejci žili déle než obyčejní lidé a získali velké poznání. V průběhu věku se stali skvělými mořeplavci, ale Valar jim zakázali plavit se na západ směrem k Amanu. Proto se plavili na východ a lidé ve Středozemi se od nich mnohému naučili. Po čase však Númenorejci začali žárlit na nesmrtelnost elfů.

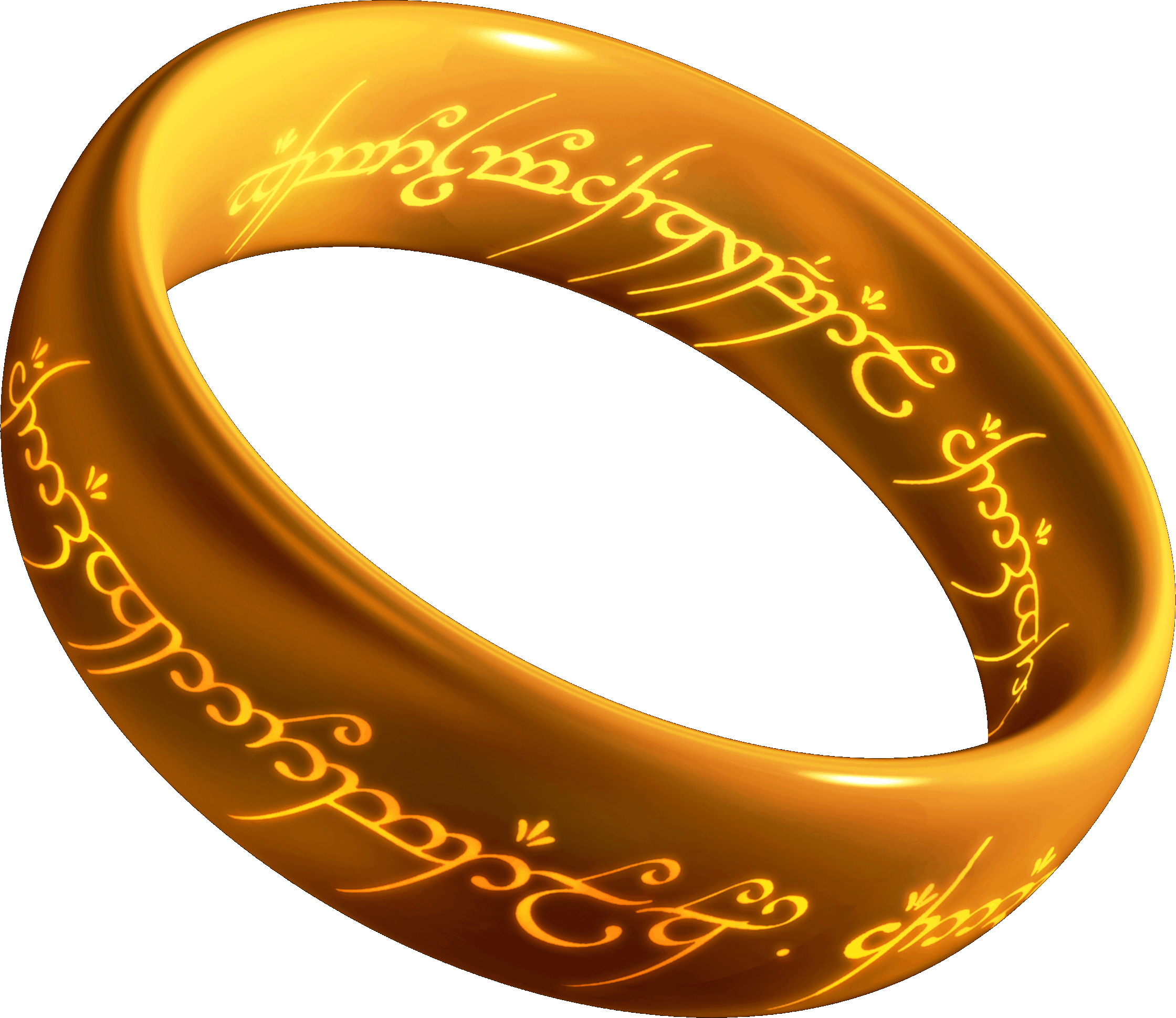
Sauronův Vládnoucí prsten

Mezitím se ve Středozemi probudil Morgothův služebník Sauron. Vzal na sebe světlou podobu a pracoval s eregionskými kováři, obzvláště s Celebrimborem, Fëanorovým vnukem. Pomohl eregionským Noldor ukovat Prsteny moci a sám pak tajně vytvořil Jeden prsten, kterým ovládal všechny ostatní. Elfové to ale poznali, a tak ukryli své Tři prsteny, kterých se Sauronova ruka nedotkla. Sauronovy armády pak ve válce zničily Eregion a Sauron ukradnul Sedm a Devět prstenů, které rozdal mezi trpaslíky a lidi. Postup vojsk Temného pána zastavili až Númenorejci vyslaní Tar-Minastirem. Ke konci věku se Númenorejci stávali stále pyšnějšími. Místo pomoci lidem ve Středozemi zakládali říše v zámoří a podmaňovali si původní obyvatele. Ar-Pharazôn, poslední a nejmocnější král Númenoru, vytáhl dokonce proti Sauronovi. Temný pán se tehdy dobrovolně poddal moci Númenorejců, nechal se zajmout a odvézt na Númenor. Rychle si však krále podmanil a stal se veleknězem Melkorova kultu, který začala uctívat většina národa. V této době byli zatýkáni poslední věrní (ti, kteří stále ctili Valar). Nakonec se Sauronovi podařilo přesvědčit Ar-Pharazôna k útoku na Aman, kde chtěl stárnoucí král získat od Valar nesmrtelnost. Amandil, vůdce zbývajících věrných, se vydal varovat Valar a jeho syn Elendil se připravoval na únik z Númenoru na východ. Když Ar-Pharazônovo vojsko přistálo na březích Amanu, Valar předali vládu nad světem Ilúvatarovi. Ten zakřivil tvar světa do koule a oddělil Aman od Středozemě. Král a celé jeho vojsko zmizelo pohřbeno pod padajícími horami, které zalilo moře. Celý Númenor se potopil do hlubin a s ním i Sauron. Jeho duch se přesto zachoval a přemístil se do Mordoru, kde znovu shromáždil své síly a nasadil si Jeden prsten.
Elendil a jeho synové však včas odpluli z Númenoru, se zbytkem věrných dopluli do Středozemě a založili tam říše ve vyhnanství, Gondor a Arnor. Sauron proti Dúnadanům opět zaútočil, ale elfové a lidé se proti němu spojili a vytvořili tak Poslední spojenectví elfů a lidí. Porazili vojska Temného pána v bitvě na Dagorladu, po sedm let obléhali Barad-dûr, až konečně musel Sauron sám vyjít z pevnosti a bojovat. V souboji zabil Elendila a Gil-galada, ale Elendilův syn Isildur mu úlomkem otcova meče Narsilu uťal prst s Jedním prstenem. Sauron byl poražen, ale ne úplně zničen, protože Isildur si prsten ponechal a nezničil jej. Porážkou Saurona skončil druhý věk.

### Třetí věk

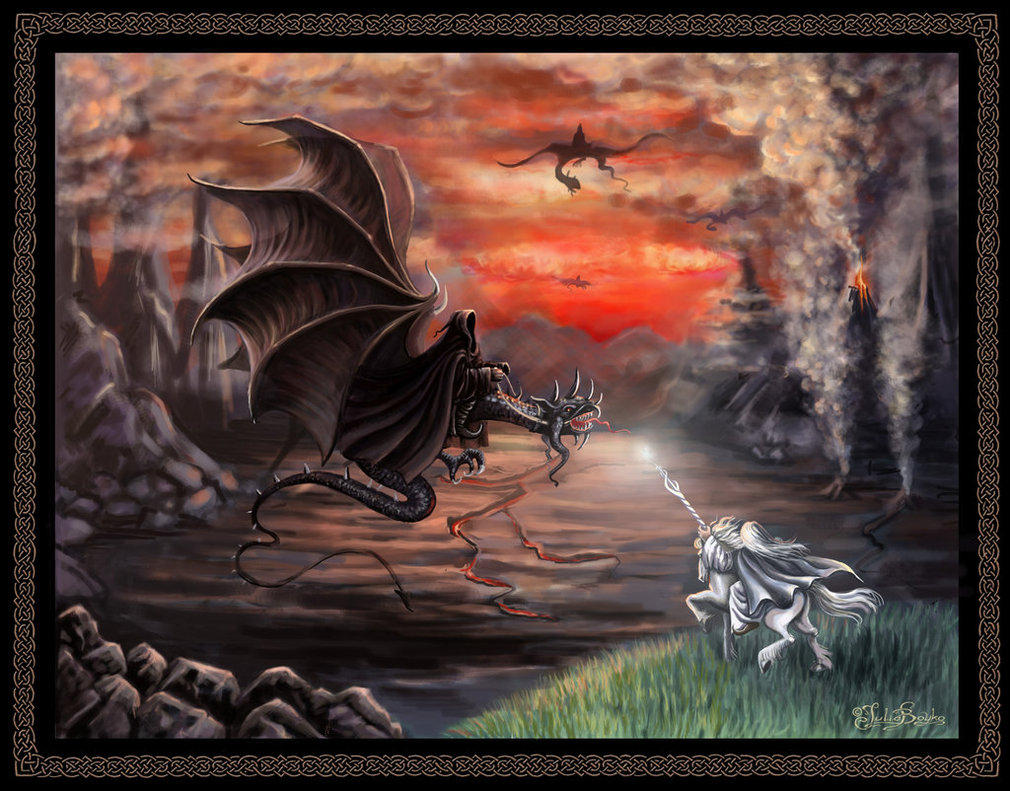
Gandalf čelící nazgûlům, Julia Boyko

Třetí věk, který začal porážkou Saurona, byl charakteristický blednutím moci prvorozených, kteří ve stále větším počtu unaveni opouštěli Středozem a odplouvali směrem na západ. Ve druhém roce třetího věku byl Isildur, který se svou družinou mířil podél Mlžných hor na sever do Arnoru, přepaden skřety u Kosatcových polí. Isildur při pokusu o útěk ztratil prsten v Anduině, načež byl skřety zabit. Severní království Arnor bylo postupně zničeno v boji s čarodějnou říší Angmar, avšak Isildurova krev přežila v žilách náčelníků Dúnadanů, kteří později jako hraničáři střežili Eriador. K vrcholu moci se jižní království Gondor dostalo v roce 1248 za vlády krále Minalcara. Gondor byl nucen bojovat s bývalými služebníky Temného pána z Rhûnu, Umbaru a Haradu. Úpadek gondorské moci přišel v 15. století třetího věku, kdy došlo k občanské válce a rozdělení království. Královská linie v Gondoru vymřela v roce 2050 smrtí krále Eärnura a moc v království přešla do rukou linie správců. Někdy kolem roku 2463 nalezl půlčík Deagól ve vodách Velké řeky zlatý prsten. Byl však zabit svým přítelem Sméagolem, který si prsten ponechal a skryl se s ním na mnoho let v jeskyních Mlžných hor. Od Sméagola, později známého jako Glum, získal prsten Bilbo Pytlík. Ten jej předal svému synovci Frodovi. Na konci věku pak došlo ke znovupovstání Saurona, který se opět opevnil v Mordoru a vyšel do války proti svobodným národům Středozemě s cílem získat zpět Vládnoucí prsten. Zástupci svobodných národů se na Elrondově radě v Roklince dohodli na nutnosti zničení prstenu v ohni Hory osudu. Za tímto účelem bylo vytvořeno devítičlenné Společenstvo prstenu. Sauronovy záměry byly udatností lidí a jejich spojenců zmařeny ve vítězstvích u Hlásky a na pelennorských polích. Na odlákání pozornosti Temného pána proti němu spojenci vytáhnuli a vyzvali jej k boji před Černou bránou. Tehdy uspěl Frodo a jeho druh Sam Křepelka a Jeden prsten za přispění Gluma spadnul do ohně Hory osudu. Sauron tak byl definitivně poražen a jeho špatného ducha nadobro opustila síla. Sauronova vojska bez vůle svého pána ztratila rozum a vůli bojovat, načež spojenci slavili vítězství. 1. března 3019 byl slavnostně korunován Isildurův dědic Aragorn na krále Elessara a tak bylo znovuobnoveno království.

### Čtvrtý věk
S pádem Saurona a koncem třetího věku nastal pro elfy ve Středozemi čas odcházení na západ. Výjimkou byla krátká přítomnost elfů vedených Legolasem v Ithilienu. Ve čtvrtém věku tak začalo panování lidí. Podobně jako elfové i trpaslíci postupně zmizeli z historie lidí, ačkoliv jejich říše přetrvávaly v Ereboru, Bílých horách a údajně byla obnovena i starobylá říše Khazad-dûm. Většina Morgothových stvůr byla vyhubena a skřeti ani ostatní jeho služebníci již nikdy nepovstali. Příběhy z dřívějších věků se pomalu stávaly legendami, až se myslelo, že jsou vymyšlené, a potomci Númenorejců zapomněli na svůj původ.